# Hugo García
Hugo Maximino García Rodriguez (Montevideo, 20 marzo 1914 – ...) è stato un pallanuotista uruguaiano che ha partecipato alle Olimpiadi estive del 1936, assieme al fratello Maximino.